# 日本移動通信システム協会
一般財団法人日本移動通信システム協会（にほんいどうつうしんしすてむきょうかい、Japan Mobile Telecommunication-system Association）は、MCA無線（第三者無線）サービスをしていた非営利団体である。
略称は、JAMTA。

## 概要
1993年（平成5年）に日本モトローラ（現モトローラ・ソリューションズ）により設立された。
当初は800MHz帯MCA無線をJSMR（ジェイスマー、Japanese Specialized Mobile Radio）システムと称し、移動無線センターと同様に全国展開していた。
1994年（平成6年）から1.5GHz帯デジタルMCA無線（のちのNEXNET（ネクスネット）システム、米国ではネクステルにより「iDEN」として展開されていた）を運用開始し、関東・関西・東海地区で展開した。
使用機器はモトローラ製のみで販売や免許申請代行も日本モトローラが実施していた。
ただNEXNETシステムについては、別会社により販売・申請代行をしていた時期もあった（後述）。
2014年（平成26年）にJSMRシステムは利用者の減少に伴い、NEXNETシステムは周波数の使用期限満了に伴いサービスを終了し、解散した。

## 沿革
- 1986年（昭和61年）7月1日 MCA無線の外資による提供が可能に[2]。
- 1987年（昭和62年）10月1日 日本モトローラが日本初のJSMRを徳島県で提供開始[3]。以後、JSMRシステムの制御局（陸上移動中継局）を全都道府県に設置し、JSMRシステムを全国展開。
- 1989年（平成元年）6月28日 日米電気通信交渉合意。MCA無線の新規の免許を、移動無線センターと日本モトローラとで同一数に(首都圏の20システム)[4]。
- 1991年（平成3年）1月30日 1.5GHz帯アナログJSMRサービス(JSMRII)開始[5]。
- 1993年（平成5年）
  - 2月 日本モトローラの100%出捐により郵政大臣に設立申請。
  - 3月3日 財団法人日本移動通信システム協会設立[6]。
  - 9月 ボナンザ(広域無線パケット・データ通信サービス)開始、JSMRIIを利用、東京・湘南・つくばの3局間から[7]。
- 1994年（平成6年）9月1日 デジタルJSMRを関東地区で運用開始、池袋・横浜・千葉・両毛・足柄・つくばの6局から[5][8][9]。
- 1995年（平成7年）10月3日 デジタルJSMRを関西地区で運用開始[5]。
- 1996年（平成8年）11月27日 デジタルJSMRを東海地区で運用開始[5]。
- 1997年（平成9年）4月25日 株式会社ジェイコム設立[10]。制御局等の建設・運用、ユーザコンサルティング及び機器供給を実施。資本金 3億6750万円、出資比率 DJSMR事業組合(日本モトローラとその販売代理店約30社) 49%、ニチメン 25%、NEXTEL International(旧McCaw International) 21%、オリックス 5%、代表取締役社長Ron Landerberg[1]。
- 1998年（平成10年）7月6日 株式会社ジェイコムが、一般向けにNEXNETサービスを販売開始[5][11][12][13][14]。モトローラのintegrated Digital Enhanced Networkテクノロジーによる、総合デジタル移動体通信システム。
- 1999年（平成11年）4月 株式会社ジェイコムがネクスネット株式会社に社名変更[10]。
- 2001年（平成13年）5月 ネクスネットが民事再生法の適用を申請して事実上倒産[15]。結局日本モトローラが同社を子会社化することでサービスを継続。
- 2002年（平成14年）4月 1.5GHz帯アナログJSMRサービス新規加入受付停止[16]
- 2005年（平成17年）
  - 1月31日 1.5GHz帯アナログJSMRサービス終了[16]。
  - 3月 双日がネクスネットの全株式を売却して事業から撤退[17]。
- 2011年（平成23年）
  - 11月30日 ネクスネットが株主総会で解散を決議[18]
  - 12月26日 ネクスネットが東京地方裁判所より特別清算開始決定を受ける[15]。事業はモトローラ・ソリューションズが承継。
- 2013年（平成25年）4月 一般財団法人に移行。
- 2014年（平成26年）
  - 3月 JSMRシステムおよびNEXNETシステムのサービス終了。
  - 9月 解散[19]。

## 置局状況

### JSMR(800MHz帯アナログ)
下表のとおり(地方ごと)。
| 名称 | 中継局の所在地 | 開業           | パートナー           | その他 |
| ---- | -------------- | -------------- | -------------------- | --- |
| 札幌 | 手稲山         | 1989年11月28日 |                      | 2014年4月8日時点のサービスエリア図にあり。                                                                            |
| 函館 | 函館山         | 1990年10月30日 |                      | 52番目。 225局。 2014年4月8日時点のサービスエリア図にあり。                                                           |
| 帯広 | 幕別町豊岡     | 1990年12月20日 |                      | 60番目。 2014年4月8日時点のサービスエリア図にあり。                                                                   |
| 釧路 | 春湖台         | 1991年10月23日 |                      | 82番目、北海道4番目。 当初164局(23免許人)。 サービスエリア図では、2012年10月13日時点であり、2013年3月28日時点でなし。 |
| 旭川 | 常磐山         | 1991年12月26日 | 旭川メディアセンター | 93番目。 2014年4月8日時点のサービスエリア図にあり。                                                                   |
| 室蘭 | 測量山         | 1992年10月28日 |                      | サービスエリア図では、2012年10月13日時点であり、2013年3月28日時点でなし。                                             |

| 名称     | 中継局の所在地                     | 開業           | パートナー                   | その他                                                                                                   |
| -------- | ---------------------------------- | -------------- | ---------------------------- | --- |
| 青森     | 中州川山(馬ノ神山の南麓)           | 1992年9月25日  | みちのく情報サービス株式会社 | 2014年4月8日時点のサービスエリア図にあり。                                                               |
| 八戸     | 大びらき                           | 1989年10月20日 |                              | 2014年4月8日時点のサービスエリア図にあり。 無線局等情報検索(平成26年2月1日現在)。                        |
| 盛岡     | 新山                               | 1989年12月14日 |                              | 2014年4月8日時点のサービスエリア図にあり。                                                               |
| 一関     | 国見山                             | 1992年12月8日  |                              | 2014年4月8日時点のサービスエリア図にあり。                                                               |
| 二戸     | 折爪岳                             | 1997年6月26日  | コムネット                   | 2014年4月8日時点のサービスエリア図にあり。 無線局等情報検索(平成26年2月1日現在)                          |
| 仙台     | 番ヶ森山                           | 1989年11月8日  |                              | 2014年4月8日時点のサービスエリア図にあり。                                                               |
| 仙北     | 籠峰山                             | 1990年4月25日  |                              | 2014年4月8日時点のサービスエリア図にあり。 無線局等情報検索の検索結果一覧。                              |
| 仙南     | 次郎太郎山                         | 1991年10月30日 | 株式会社ボナンザ(1993年から) | 84番目。 当初175局(34ユーザ)。 サービスエリア図では、2012年10月13日時点であり、2013年3月28日時点でなし。 |
| 仙台中央 | 青葉区国見                         | 1993年12月21日 | 株式会社ボナンザ(1993年から) | 2014年4月8日時点のサービスエリア図にあり。                                                               |
| 古川     | 加護坊山                           | 1992年7月3日   | 大崎移動通信センター         | 当初182局(9免許人)。 2014年4月8日時点のサービスエリア図にあり。                                          |
| 秋田     | 寒風山                             | 1991年6月1日   |                              | 当初164局(15免許人)。 2014年4月8日時点のサービスエリア図にあり。                                         |
| 大曲     | 大平山                             | 1991年12月5日  |                              | 88番目。 2014年4月8日時点のサービスエリア図にあり。                                                      |
| 山形     | 白鷹山                             | 1991年12月4日  | 株式会社ボナンザ             | 87番目。 2014年4月8日時点のサービスエリア図にあり。                                                      |
| 庄内     | 葭葉山(酒田市黒森)                 | 1989年8月23日  |                              | 2014年4月8日時点のサービスエリア図にあり。                                                               |
| 福島     | 十万劫山                           | 1990年11月22日 | 株式会社ボナンザ             | 56・57番目(上越と同時)。 2014年4月8日時点のサービスエリア図にあり。                                      |
| いわき   | 湯ノ岳                             | 1988年12月21日 |                              | 2014年4月8日時点のサービスエリア図にあり。                                                               |
| 原町     | 八丈石山東麓                       | 1989年10月20日 |                              | サービスエリア図では、2012年10月13日時点であり、2013年3月28日時点でなし。                                |
| 会津     | 背灸山                             | 1990年11月9日  |                              | 2014年4月8日時点のサービスエリア図にあり。                                                               |
| 郡山     | 東山(須賀川市上小山田、蓬田岳山系) | 1991年3月20日  | 株式会社ボナンザ             | 193局 (100免許人)。 2014年4月8日時点のサービスエリア図にあり。                                           |

| 名称            | 中継局の所在地     | 開業           | パートナー                                       | その他 |
| --------------- | ------------------ | -------------- | ------------------------------------------------ | --- |
| つくば          | 筑波山             | 1990年6月27日  |                                                  | サービスエリア図では、2013年4月2日時点であり、2013年8月10日時点でなし。                                                    |
| つくば北        | 加波山             | 2000年2月1     |                                                  | 2014年4月8日時点のサービスエリア図にあり。                                                                                 |
| もてぎ・那珂    | 三王山             | 1998年2月12日  |                                                  | 2014年4月8日時点のサービスエリア図にあり。                                                                                 |
| 栃木            | 羽黒山             | 1990年1月26日  |                                                  | 36番目。 当初337局。 2014年4月8日時点のサービスエリア図にあり。                                                            |
| 両毛            | 陣見山(埼玉県)     | 1990年11月8日  |                                                  | 当初317局。 2014年4月8日時点のサービスエリア図にあり。                                                                     |
| 両毛第3システム |                    |                |                                                  | サービスエリア図では、2005年12月15日時点でなし、2006年1月31日時点であり、2013年4月2日時点であり、2013年8月10日時点でなし。 |
| 千葉            | 長柄町山之郷       | 2000年4月18日  |                                                  | サービスエリア図では、2012年10月13日時点であり、2013年3月28日時点でなし。                                                  |
| 東京            | サンシャイン60     | 1988年7月1日   |                                                  | サービスエリア図では、2012年10月13日時点であり、 2013年3月28日時点でなし。                                                 |
| 東京西          | 田無タワー         | 1990年5月23日  | 東京電波システム株式会社、のちの株式会社エクセリ | 2011年4月末終了。 サービスエリア図では、2012年10月13日時点であり、2013年3月28日時点でなし。                                |
| 髙尾1           | 高尾山             | 2001年3月31日  | 東京電波システム株式会社、のちの株式会社エクセリ | サービスエリア図では、2013年4月2日時点であり、2013年8月10日時点でなし。                                                    |
| 髙尾2           |                    |                |                                                  | |
| 横浜            | 円海山             | 1989年12月12日 |                                                  | サービスエリア図では、2012年10月13日時点であり、2013年3月28日時点でなし。                                                  |
| みなとみらい    | ランドマークタワー | 1993年7月29日  |                                                  | 97番目。 サービスエリア図では、2012年10月13日時点であり、2013年3月28日時点でなし。                                         |
| 甲府            | 桝形町点938m       | 1989年10月31日 |                                                  | 2014年4月8日時点のサービスエリア図にあり。 無線局等情報検索の検索結果一覧。                                                |

| 名称   | 中継局の所在地   | 開業           | パートナー | その他                                                                                     |
| ------ | ---------------- | -------------- | ---------- | ------------------------------------------------------------------------------------------ |
| 新潟   | 弥彦山           | 1991年6月26日  |            | 当初171局。 2014年4月8日時点のサービスエリア図にあり。                                     |
| 上越   | 黒姫山           | 1990年11月22日 |            | 56・57番目(福島と同時)。 2014年4月8日時点のサービスエリア図にあり。                        |
| 上越西 | 青田難波山の東麓 | 1992年8月26日  |            | 2014年4月8日時点のサービスエリア図にあり。                                                 |
| 魚沼   | 桝形山           | 1989年11月30日 |            | 2014年4月8日時点のサービスエリア図にあり。                                                 |
| 長野   | 三登山           | 1991年10月9日  |            | 79番目。 2014年4月8日時点のサービスエリア図にあり。 無線局等情報検索(平成26年2月1日現在)。 |
| 佐久   | 平尾富士         | 1993年10月20日 |            | 2014年4月8日時点のサービスエリア図にあり。                                                 |
| 松本   | 美ヶ原王ヶ頭     | 1991年8月28日  |            | 当初199局(12免許人)。 2014年4月8日時点のサービスエリア図にあり。                           |
| 諏訪   | 入笠山           | 1993年12月15日 |            | サービスエリア図では、2012年10月13日時点であり、2013年3月28日時点でなし。                  |
| 飯田   | 陣場形山         | 1992年8月28日  |            | サービスエリア図では、2012年10月13日時点であり、2013年3月28日時点でなし。 当初191局。      |

| 名称     | 中継局の所在地         | 開業           | パートナー               | その他 |
| -------- | ---------------------- | -------------- | ------------------------ | --- |
| 岐阜     | 池田山                 | 1989年12月7日  |                          | 2014年4月8日時点のサービスエリア図にあり。 無線局等情報検索の検索結果一覧。                                    |
| 東濃     | 保古山                 | 1989年11月2日  | 株式会社中央三国センター | サービスエリア図では、2012年10月13日時点であり、2013年3月28日時点でなし。                                      |
| 高山     | 船山                   | 1989年12月7日  |                          | 2014年4月8日時点のサービスエリア図にあり。 無線局等情報検索の検索結果一覧。                                    |
| 郡上     | 稚児山                 | 1989年10月26日 |                          | サービスエリア図では、2012年10月13日時点であり、2013年3月28日時点でなし。                                      |
| 沼津     | 金冠山                 | 1991年2月28日  | 静岡移動通信             | 2014年4月8日時点のサービスエリア図にあり。                                                                     |
| 静岡西   | 高草山                 | 1991年2月28日  | 静岡移動通信             | 2014年4月8日時点のサービスエリア図にあり。                                                                     |
| 浜松     | 尉ヶ峰                 | 1991年6月26日  | 静岡移動通信             | 当初162局。 2014年4月8日時点のサービスエリア図にあり。                                                         |
| 三河     | 本宮山                 | 1989年12月21日 |                          | 2014年4月8日時点のサービスエリア図にあり。                                                                     |
| 名古屋   | 三国山                 | 1988年7月20日  |                          | 2014年4月8日時点のサービスエリア図にあり。                                                                     |
| 三重     | 御在所山               | 1992年12月22日 |                          | 2014年4月8日時点のサービスエリア図にあり。                                                                     |
| 三重南勢 | 藤坂峠(浅間山(大宮町)) | 1990年10月19日 |                          | 50・51番目(京都と同時)。 当初177局。 サービスエリア図では、2012年10月13日時点であり、2013年3月28日時点でなし。 |

| 名称 | 中継局の所在地 | 開業          | パートナー           | その他                                                                            |
| ---- | -------------- | ------------- | -------------------- | --------------------------------------------------------------------------------- |
| 富山 | 牛岳           | 1989年12月6日 | 日本特殊軽電株式会社 | 2013年9月運営終了。 2014年4月8日時点のサービスエリア図にあり。                    |
| 金沢 | 野々市市押野   | 1988年5月12日 |                      | 2014年4月8日時点のサービスエリア図にあり。 無線局等情報検索(平成26年2月1日現在)。 |
| 加賀 | 刈安山         | 1991年6月27日 |                      | 当初142局。 2014年4月8日時点のサービスエリア図にあり。                            |
| 福井 | 国見岳         | 1989年8月31日 |                      | 2014年4月8日時点のサービスエリア図にあり。 無線局等情報検索(平成26年2月1日現在)。 |

| 名称   | 中継局の所在地 | 開業           | パートナー                                     | その他 |
| ------ | -------------- | -------------- | ---------------------------------------------- | --- |
| 滋賀   | 比叡山         | 1992年11月20日 | 城山電子株式会社(1995年12月から)               | 90番目。 2014年4月8日時点のサービスエリア図にあり。 無線局等情報検索(平成26年2月1日現在)。                           |
| 京都   | 比叡山         | 1990年10月19日 |                                                | 50・51番目(三重南勢と同時)。 当初182局。 2014年4月8日時点のサービスエリア図にあり。 無線局等情報検索の検索結果一覧。 |
| 京都西 | 愛宕山         | 1993年3月31日  |                                                | サービスエリア図では、2013年4月2日時点であり、2013年8月10日時点でなし 無線局等情報検索の検索結果一覧。               |
| 大阪   | 生駒山         | 1989年12月8日  | 城山電子株式会社(2004年6月から、大阪第1として) | 2014年4月8日時点のサービスエリア図にあり。                                                                           |
| 大阪2  |                |                |                                                | |
| 大阪西 | 六甲山         | 1991年3月26日  |                                                | 2014年4月8日時点のサービスエリア図にあり。 無線局等情報検索の検索結果一覧。                                          |
| 神戸   | 鉢伏山         | 1991年7月5日   |                                                | 当初268局(10免許人)。 2014年4月8日時点のサービスエリア図にあり。                                                     |
| 姫路   | 仁寿山         | 1991年11月7日  | 城山電子株式会社(1994年4月から)                | 85番目。 2014年4月8日時点のサービスエリア図にあり。                                                                  |
| 阪和   | 葛城山         | 1992年8月28日  | 阪和移動体通信株式会社                         | 2014年4月8日時点のサービスエリア図にあり。 無線局等情報検索(平成26年2月1日現在)。 当初170局。                        |

| 名称   | 中継局の所在地 | 開業           | パートナー                                       | その他                                                                                                   |
| ------ | -------------- | -------------- | ------------------------------------------------ | --- |
| 鳥取   | 毛無山         | 1989年9月1日   |                                                  | サービスエリア図では、2012年10月13日時点であり、2013年3月28日時点でなし。                                |
| 松江   | 澄水山         | 1987年12月1日  |                                                  | サービスエリア図では、2012年10月13日時点であり、2013年3月28日時点でなし。                                |
| 浜田   | 大麻山         | 1994年5月31日  | 山陰中央テレビジョン                             | サービスエリア図では、2012年10月13日時点であり、2013年3月28日時点でなし。                                |
| 岡山   | 金甲山         | 1990年11月30日 | 岡山電気通信サービス、山陽メディアサービス(端末) | 58番目 、中国地方4番目。 当初173局。 1990年11月16日予備免許。 2014年4月8日時点のサービスエリア図にあり。 |
| 岡山西 | 遙照山         | 1992年2月14日  |                                                  | 94番目。2014年4月8日時点のサービスエリア図にあり。                                                       |
| 津山   | 黒沢山         | 1992年10月1日  |                                                  | サービスエリア図では、2012年10月13日時点であり、2013年3月28日時点でなし。                                |
| 福山   | 大谷山         | 1992年3月31日  |                                                  | 97番目。 2014年4月8日時点のサービスエリア図にあり。                                                      |
| 広島東 | 膳棚山         | 1989年7月1日   |                                                  | 2014年4月8日時点のサービスエリア図にあり。                                                               |
| 広島   | 白木山         | 1992年3月4日   |                                                  | 98番目、中国地方6局目。当初385局。 2014年4月8日時点のサービスエリア図にあり。                            |
| 山口   | 西鳳翩山       | 1996年12月19日 | 中国芝浦電子                                     | 2014年4月8日時点のサービスエリア図にあり。 無線局等情報検索の検索結果一覧。                              |

| 名称     | 中継局の所在地             | 開業           | パートナー | その他 |
| -------- | -------------------------- | -------------- | ---------- | --- |
| 徳島     | 天円山(天ヶ峯)             | 1987年10月1日  | 四国通販   | 1番目。 当初529移動局(69免許人)。 2014年4月8日時点のサービスエリア図にあり。 無線局等情報検索(平成26年2月1日現在)。 |
| 徳島中央 | 大滝山南麓(美馬市脇町芋尻) | 1996年12月25日 |            | 2014年4月8日時点のサービスエリア図にあり。 無線局等情報検索(平成26年2月1日現在)。                                   |
| 池田     | 雲辺寺山                   | 1992年9月29日  |            | 2014年4月8日時点のサービスエリア図にあり。 局等情報検索(平成26年2月1日現在)                                         |
| 阿南     | 津峯                       | 1996年12月25日 |            | 2014年4月8日時点のサービスエリア図にあり。 無線局等情報検索(平成26年2月1日現在)。                                   |
| 高松     | 青峰                       | 1988年6月9日   |            | 2014年4月8日時点のサービスエリア図にあり。 無線局等情報検索(平成26年2月1日現在)。                                   |
| 今治     | 笠松山                     | 1990年7月17日  |            | 2014年4月8日時点のサービスエリア図にあり。                                                                          |
| 松山     | 行道山                     | 1988年11月24日 |            | 2014年4月8日時点のサービスエリア図にあり。 無線局等情報検索(平成26年2月1日現在)。                                   |
| 大洲     | 神南                       | 1997年2月3日   |            | サービスエリア図では、2012年10月13日時点であり、2013年4月2日時点でなし。                                            |
| 宇和島   | 泉が森                     | 1998年7月2日   |            | サービスエリア図では、2012年10月13日時点であり、2013年4月2日時点でなし。                                            |
| 高知     | 烏帽子山                   | 1987年11月2日  | 四国通販   | 2番目。 2014年4月8日時点のサービスエリア図にあり。 無線局等情報検索(平成26年2月1日現在)。                           |

| 名称     | 中継局の所在地 | 開業            | パートナー | その他 |
| -------- | -------------- | --------------- | ---------- | --- |
| 北九州   | 権現山         | 1992年4月10日   |            | 2014年4月8日時点のサービスエリア図にあり。                                                                          |
| 筑豊     | 飯岳山         | 1992年8月28日   |            | 2014年4月8日時点のサービスエリア図にあり。 当初169局。                                                              |
| 福岡     | 福岡タワー     | 1990年12月14日  |            | 59番目。 2014年4月8日時点のサービスエリア図にあり。                                                                 |
| 福岡西   | 可也山         | 1998年6月26日   |            | 2014年4月8日時点のサービスエリア図にあり。                                                                          |
| 久留米   | 九千部山       | 1990年2月1日    |            | 2014年4月8日時点のサービスエリア図にあり。                                                                          |
| 佐賀     | 八幡岳         | 1991年12月25日  |            | 92番目。 2014年4月8日時点のサービスエリア図にあり。 無線局等情報検索(平成26年2月1日現在)。                          |
| 長崎     | 帆場岳         | 1989年12月15日  |            | 2014年4月8日時点のサービスエリア図にあり。 無線局等情報検索(平成26年2月1日現在)。                                   |
| 佐世保   | 飯岳山         | 1990年8月9日    |            | 2014年4月8日時点のサービスエリア図にあり。 サービスエリア図では、2004年10月19日時点であり、2005年2月7日時点でなし。 |
| 御所浦   | 烏ヶ峠         | 1990年9月21日   |            | サービスエリア図では、2013年4月2日時点であり、2013年8月10日時点でなし。                                             |
| 熊本     | 金峰山         | 1988年12月16日  |            | 2014年4月8日時点のサービスエリア図にあり。 無線局等情報検索の検索結果一覧。                                         |
| 阿蘇     | 立野           | 1999年1月25日日 |            | 2014年4月8日時点のサービスエリア図にあり。 無線局等情報検索の検索結果一覧。                                         |
| 大分     | 経塚山         | 1992年4月27日   |            | サービスエリア図では、2012年10月13日時点であり、2013年3月28日時点でなし。                                           |
| 延岡     | 遠見山         | 1992年2月19日   |            | 95番目。 2014年4月8日時点のサービスエリア図にあり。 無線局等情報検索(平成26年2月1日現在)。                          |
| 宮崎     | 鰐塚山         | 1988年9月21日   |            | 2014年4月8日時点のサービスエリア図にあり。 無線局等情報検索(平成26年2月1日現在)。                                   |
| 鹿児島   | 樋高           | 1988年8月26日   |            | 2014年4月8日時点のサービスエリア図にあり。 無線局等情報検索の検索結果一覧。                                         |
| 鹿児島西 | 平原山         | 1991年11月20日  |            | 86番目。 2014年4月8日時点のサービスエリア図にあり。 無線局等情報検索の検索結果一覧。                                |
| 種子島   | 十三番         | 1997年1月24日   |            | 2014年4月8日時点のサービスエリア図にあり。 無線局等情報検索の検索結果一覧。                                         |

| 名称   | 中継局の所在地 | 開業           | パートナー | その他                                                                            |
| ------ | -------------- | -------------- | ---------- | --------------------------------------------------------------------------------- |
| 沖縄北 | 多野岳         | 1992年12月24日 |            | 2014年4月8日時点のサービスエリア図にあり。 無線局等情報検索(平成26年2月1日現在)。 |
| 沖縄   | 弁ヶ岳         | 1988年8月19日  |            | 2014年4月8日時点のサービスエリア図にあり。 無線局等情報検索(平成26年2月1日現在)。 |

### JSMRII(1.5GHz帯アナログ)
下表のとおり。
| 名称     | 中継局の所在地 | 開業           | パートナー                                       | その他                    |
| -------- | -------------- | -------------- | ------------------------------------------------ | ------------------------- |
| つくば   | 筑波山         | 1991年3月20日  |                                                  | 3システム目               |
| つくば北 | 加波山         | 1994年5月26日  |                                                  |                           |
| 栃木     | 羽黒山         | 1991年12月19日 |                                                  |                           |
| 両毛     | 陣見山(埼玉県) | 1991年12月19日 |                                                  |                           |
| 千葉     | 長柄町山之郷   | 1991年10月18日 | 東関東通信システム                               | 800MHz帯2000年4月18日開業 |
| 東京湾岸 | 鹿野山         | 1992年12月21日 |                                                  |                           |
| 東京     | サンシャイン60 | 1991年1月30日  |                                                  | 初期586局                 |
| 東京西   | 田無タワー     | 1991年1月30日  | 東京電波システム株式会社、のちの株式会社エクセリ | 初期156局 2011年閉鎖      |
| 高尾1    | 高尾山         | 1992年12月21日 | 東京電波システム株式会社、のち株式会社エクセリ   | 800MHz帯2001年3月31日開業 |
| 湘南     |                | 1991年10月18日 | サンテレコム横浜                                 |                           |
| 足柄     |                | 1992年7月30日  |                                                  |                           |

## その他
NEXNET II（ネクスネット2）という無線機器をJ-mobileが製造販売しているが、商標をモトローラ・ソリューションズから使用許諾を得てIP無線に使用しているもので、MCA無線とは関係ない。